# تور ایندستریز
تور ایندستریز (انگلیسی: Thor Industries) شرکت کاروان‌سازی آمریکایی است، که در سال ۱۹۸۳ تأسیس شد.